# Zarcosia balfouri
Zarcosia balfouri es una especie de coleóptero de la familia Aderidae. Su hábitat originario es Zimbabue.